# Муратовка (река)
Мура́товка — река в России, протекает во Всеволожском районе Ленинградской области. Течёт на восток. Впадает в озеро Лемболовское. Длина реки составляет 14 км.
Реку пересекает Сортавальское шоссе (А-129). На берегах реки находятся ДОТы карельского укрепрайона и мемориал Лемболовская твердыня.

## Данные водного реестра
По данным государственного водного реестра России относится к Балтийскому бассейновому округу, водохозяйственный участок реки — Водные объекты бассейна оз. Ладожское без рр. Волхов, Свирь и Сясь, речной подбассейн реки — Нева и реки бассейна Ладожского озера (без подбассейна Свирь и Волхов, российская часть бассейнов). Относится к речному бассейну реки Нева (включая бассейны рек Онежского и Ладожского озера).
Код объекта в государственном водном реестре — 01040300212102000009812.